# Max, portrait d'un serial-niqueur
 Pour plus de détails, voir Fiche technique et Distribution
Max, portrait d'un serial-niqueur est un film pornographique français réalisé par Fred Coppula, sorti en DVD en 2000. Premier opus d'une trilogie mettant en scène le personnage de « Maximilien le magnifique » interprété par Ian Scott, il est suivi en 2001 par Max 2 - dans lequel Ian Scott partage la vedette avec Clara Morgane - et en 2007 par Max 3. Le film, à la tonalité comique, est réalisé à la manière d'un reportage.

## Synopsis
Max, qui se surnomme lui-même « Maximilien le magnifique », est un jeune homme oisif et fortuné, qui collectionne les conquêtes féminines grâce à son pénis d'une taille conséquente qui ne les laisse jamais indifférentes. Une équipe de télévision décide de filmer ses « exploits » en le suivant avec son accord de Paris à Los Angeles. Max se réjouit d'être la vedette d'un reportage et s'imagine déjà vedette du show-business. Cependant, s'il séduit une femme après l'autre, il se révèle être un personnage risible et imbu de lui-même, dont même les performances sexuelles finissent par être mises en doute : au fil du reportage, il subit une série de déconvenues qui achèvent de le rendre ridicule...

## Fiche technique
- Réalisation, scénario, montage : Fred Coppula
- Production : Francis Mischkind
- Pays :  France
- Genre : pornographie, faux documentaire

## Distribution
- Ian Scott : Max
- So' : Sophie, la journaliste
- Sebastian Barrio : Stéphane / Steve, le perchman
- Fred Coppula : Fred, le caméraman
- Ovidie : la psy
- Laura Angel : la touriste tchèque
- Dru Berrymore : la fille dans la baignoire
- Daniella Rush et Rodolphe Antrim : le couple échangiste de l'avenue Foch
- Eva : la quadragénaire
- Alban Ceray : le patron du club échangiste
- Christophe Clark, Estelle Desanges, Dolly Golden,  Titof, Marc Barrow : les clients du club échangiste
- Nomi,  Océane et Maeva Exel : les « pétasses »
- Bridgette Kerkove : l'« Américaine aux gros seins »
- Ed Exel : Edouard
- Pierre Moro : le père de Max
- Dany Moro : la mère de Max
- Prisca Nell : la prostituée
- Patrice Cabanel : le client
- Avec également des apparitions d'Élodie Chérie, Silvia Saint, Lisa Crawford, Nataly Dune, Enora Stuart...

## Autour du film
Max, portrait d'un serial-niqueur a été conçu par Fred Coppula en s'inspirant du film C'est arrivé près de chez vous, ce que rappelle notamment la personnalité du « héros » infatué et pontifiant. Filmé caméra à l'épaule et en son direct, sans musique ni éclairage additionnel, il adopte en outre le style « Dogme » créé par Lars von Trier. Tout en respectant le « cahier des charges » habituel des productions pornographiques, le film use d'un ton volontiers parodique et s'emploie à tourner en dérision son personnage principal, qui apparaît de plus en plus grotesque au fur et à mesure du récit. Il comporte par ailleurs un passage inattendu, lorsque le personnage du perchman joué par Sebastian Barrio, n'y tenant plus, débranche brusquement son matériel pour aller partager une conquête de Max avec ce dernier, avec pour résultat une scène sexuelle entièrement dépourvue de son. Selon les dires de Fred Coppula, cette séquence aurait été improvisée. 
Le film fait également des clin d'oeils à l'univers du porno français via des caméos de plusieurs personnalités du X, qui ne participent pas aux scènes sexuelles : les réalisateurs Pierre Moro et Patrice Cabanel, ainsi qu'Alban Ceray, hardeur vedette des années 1970-80. « So' », qui interprète le rôle de la journaliste, et Fred Coppula qui tient le rôle du caméraman sans jamais apparaître à l'image, ne participent pas non plus aux actes sexuels montrés à l'écran. 
Seuls les acteurs Ian Scott et Sebastian Barrio (ainsi que Fred Coppula, dans son rôle de caméraman) apparaissent dans tous les épisodes de la trilogie. Estelle Desanges et Eva (alias Eva Delage) apparaissent également dans Max 2. Nomi réapparait quant à elle dans Max 3, où elle reprend la fonction de journaliste que tenaient « So' » dans le premier volet et Clara Morgane dans le deuxième.
L'ouvrage Le Cinéma X, dans son édition 2012, classe Max, portrait d'un serial-niqueur dans sa sélection des « 50 incontournables » du cinéma pornographique.